# Kunoy
Kunoy (letteralmente “isola delle donne”, in danese Kunø) è un comune delle Isole Fær Øer situato sull'omonima isola, dalla superficie poco superiore ai 35 km². Al censimento del 2016 aveva una popolazione di 138 abitanti, fa parte della regione di Norðoyar e si trova tra le due isole Kalsoy e Borðoy.

## Origine del nome
Il nome Kunoy deriva dall'unione di due parole della lingua faroese, che sono kona ("donna") e oy (isola). Letteralmente dunque il suo nome vuol dire "isola delle donne".

## Geografia

### Geografia fisica
L'isola si estende in direzione nordovest-sudest per circa 14 chilometri, con una forma allungata che corrisponde alla vicina Kalsoy. Le due isole sono separate dal Kalsoyarfjørður e sono percorse entrambe da una dorsale che si estende per tutta la loro lunghezza. La punta nord di Kunoy forma il capo di Kunoyarnakkur, mentre sulla costa orientale uno stretto di dimensioni ridotte divide il villaggio di Haraldssund dall'isola di Borðoy.
La configurazione montuosa dell'isola è particolarmente evidenziata dal fatto che su un totale di dieci montagne faroesi che superano gli 800 metri, ben sei si trovano solo su Kunoy. L'isola conta complessivamente undici rilievi, elencati nella tabella seguente in base all'altezza. Il numero sulla sinistra indica la rispettiva posizione fra tutte le montagne delle Fær Øer.
| Posizione | Nome            | Altezza   |
| --------- | --------------- | --------- |
| 4         | Kúvingafjall    | 830 metri |
| 5         | Teigafjall      | 825 metri |
| 6         | Kunoyarnakkur   | 819 metri |
| 7         | Havnartindur    | 818 metri |
| 8         | Urðafjall       | 817 metri |
| 9         | Middagsfjall    | 805 metri |
| 18        | Galvsskorafjall | 768 metri |
| 42        | Suður á Nakki   | 703 metri |
| 73        | Klubbin         | 644 metri |
| 198       | Lítlafjall      | 471 metri |
| 219       | Klettur         | 444 metri |

### Centri abitati
Il villaggio di Kunoy, che prende il suo nome da quello dell'isola, è situato sulla ripida costa occidentale dell'isola e conta 71 abitanti. Nel 1886 il villaggio ebbe la sua prima scuola. Il villaggio è particolare per la presenza del Viðarlundin í Kunoy, un bosco con circa 7.800 m² di superficie reso particolare dal fatto che è una delle poche aree boschive di tutto l'arcipelago. Un'altra particolarità di questo boschetto è un possente masso al suo centro, che è stato trasportato qui da processi glaciali.
Sulla costa orientale sorgono invece due insediamenti: Haraldssund e Skarð, ma quest'ultimo fu abbandonato agli inizi del secolo scorso quando tutti gli uomini del posto nel 1913 naufragarono durante una battuta di pesca e morirono.

## Collegamenti e trasporti

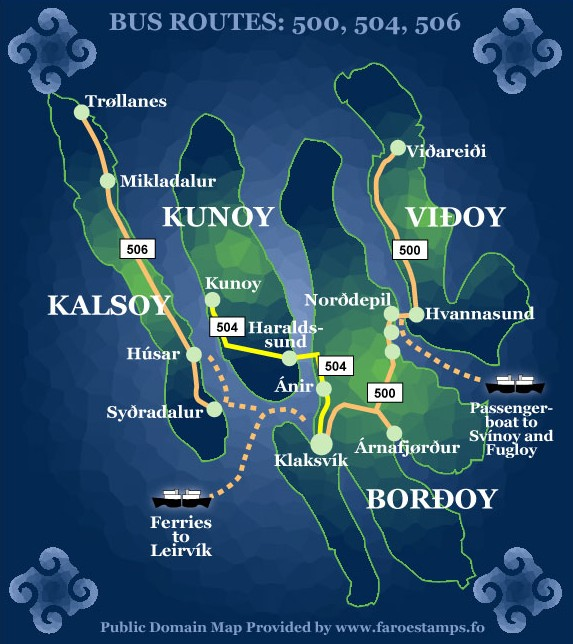
Itinerari dei bus che collegano vari centri delle isole più settentrionali delle Faer Oer

Dal 1988 i villaggi sono collegati da un tunnel per facilitare gli spostamenti di persone e cose nonostante il clima rigido dell'isola, collegata a sua volta all'isola di Borðoy nel punto più stretto da una strada rialzata che consente collegamenti e trasporti per quasi tutto l'anno. In precedenza, l'isola era raggiungibile solo via mare e non esistevano collegamenti interni. Oggi, l'autobus 504 svolge un servizio regolare fra le due isole con un itinerario che parte da Klaksvík, passa attraverso Ánir ed Haraldssund per giungere fino al villaggio di Kunoy.

## Biodiversità
La linea costiera settentrionale dell'isola è stata dichiarata Important Bird and Biodiversity Area dalla BirdLife International in virtù della sua importanza in quanto sito di riproduzione di alcune specie di uccelli marini, tra cui l'uccello delle tempeste europeo e l'uria nera.
Il ratto grigio fu introdotto di proposito dagli abitanti di Klaksvík nel 1914 e ha causato nel corso del tempo notevoli danni alle colonie di uccelli dell'isola, soprattutto alle fratercule.